# Kiss Keve Tihamér
Kiss Keve Tihamér (Sepsiszentgyörgy, 1943. –) hidrobiológus, algológus, a Magyar Tudományos Akadémia doktora, a Magyar Algológiai Társaság elnöke.

## Életpályája
Doktori fokozatát 1983-ban biológiai tudományokból szerzi meg.
1978 óta az MTA Ökológiai Kutatóközpont, Duna-kutató Intézetének tudományos tanácsadója.
2001 óta egyetemi magántanár az Eötvös Loránd Tudományegyetemen.
Kutatási területe a "folyó és állóvizek hidrobiológiai kutatása, kiemelten az algaflóra fajösszetételének, mennyiségi viszonyainak, rövid és hosszútávú változásának, s az ezeket befolyásoló tényezőknek a megismerése".
Nem ismert adat arra vonatkozóan, hogy foglalkozott-e madarak kutatásával is, és ha igen, milyen mértékben, de a Magyar Madártani és Természetvédelmi Egyesület szakmai adatbázisa tanúsítja, hogy a madárgyűrűzési jogosultságot is megszerezte (bár nyilvántartott gyűrűzési adat nem tartozik hozzá).

### Kutatási témák
- A Duna fitoplanktonjának rövid- és hosszútávú változásai, a változásokra ható ökológiai tényezők vizsgálata,[3]
- A Dunán épült vízlépcsők hatása a folyó fitoplanktonjára és trofitására,[3]
- A kovamoszatok Centrales-fajainak morfológiai, taxonómiai kutatása,[3]

## Szervezeti tagságok
Tagja a Környezetbiológiai Tudományos Bizottságnak, elnöke a Magyar Algológiai Társaságnak.

## Munkái
- Ács Éva, Schmidt Antal, Uherkovich Gábor; Kiss Keve Tihamér (szerk.): A Scenedesmus zöldalga nemzetség (Chlorococcales, Chlorophyceae) különös tekintettel magyarországi előfordulású taxonjaira, Budapest: Magyar Algológiai Társaság, 1995, ISBN 9630455854
- Kiss Keve Tihamér: Bevezetés az algológiába, Budapest: ELTE Eötvös Kiadó, 1998, ISBN 9634631681
- Fekete Gábor (szerk.), Kiss Keve Tihamér (közrem.): A Magyar Tudományos Akadémia Ökológiai és Botanikai Kutatóintézete 50 éve, 1952-2002, Vácrátót: MTA ÖBKI, 2002 ISBN 9638391294
- Kiss Keve Tihamér, Ács Éva: Algológiai praktikum, Budapest: ELTE Eötvös Kiadó, 2004, ISBN 9789634636588
- Alkalmazott hidrobiológia. LII. Hidrobiológus Napok. Tihany, 2010. október 6-8.; szerk. Bíró Péter, Reskóné Nagy Mária, Kiss Keve Tihamér; Magyar Hidrológiai Társaság, Bp., 2011
- Akvatikus és terresztris kutatások kapcsolata. LV. Hidrobiológus Napok. Tihany, 2013. október 2-4.; szerk. Bíró Péter, Reskóné Nagy Mária, Kiss Keve Tihamér; Magyar Hidrológiai Társaság, Bp., 2014